# Semana Internacional de la Educación Artística
La Semana Internacional de la Educación Artística se celebra durante la cuarta semana de mayo desde 2012 y fue proclamado por UNESCO en 2011.

## Proclamación
La Semana Internacional de la Educación Artística fue proclamada por la UNESCO el 10 de noviembre de 2011. Fue el resultado de los avances alcanzados en las Conferencias Mundiales sobre Educación Artística, celebradas en Lisboa en 2006 y en Seúl en 2010. Estas conferencias sentaron los principios rectores de una educación artística de calidad y en particular, la Agenda de Seúl para el Desarrollo de la Educación Artística propuso un plan de acción disponible para todos los Estados miembros, marcando una hoja de ruta clara para acelerar su implementación. En Chile es conocida como Semana de la Educación Artística y comenzó a celebrarse en 2013.
La UNESCO subrayó la necesidad de reconocer el arte como parte fundamental de la formación integral de las personas, destacando su papel en el fomento de competencias clave como la creatividad, la colaboración y el pensamiento crítico. Además, la educación artística promueve la diversidad cultural y la libertad de expresión, contribuyendo a la construcción de sociedades más inclusivas y tolerantes. La proclamación también busca impulsar el desarrollo de habilidades que refuercen la resiliencia y la innovación, factores esenciales para la construcción de un futuro sostenible.

## Celebración
Esta semana se celebra anualmente durante la cuarta semana de mayo. lo que coincide  con el calendario académico de muchos países, facilitando la participación activa de instituciones educativas y culturales. La primera celebración tuvo lugar en 2012. Durante esta semana, se organizan talleres, exposiciones, conferencias y otras actividades que resaltan la importancia del arte en la educación y promueven la inclusión social a través del diálogo intercultural. Estas iniciativas buscan despertar en los estudiantes y el público en general una mayor apreciación por las diferentes formas de expresión artística y su contribución al desarrollo humano.